# Rob Riggle
Robert Allen Riggle Jr. (Louisville, EUA, 21 d'abril de 1970) és un actor nord-americà, comediant i oficial retirat de la "Reserva del Cos de Marines dels EUA". És més conegut pel seu treball com a corresponsal en The Daily Show de Comedy Central des de 2006 fins a 2008, com a membre del grup del Saturday Night Live del 2004 al 2005, i pels seus papers còmics en pel·lícules com Ressaca a las Vegas, The Other Guys, Let's Be Cops, Dumb & Dumber To, 21 Jump Street, 22 Jump Street, The Goods: Live Hard, Sell Hard i Germans per pebrots. També ha protagonitzat la sèrie d'acció còmica NTSF:SD:SUV::. El 2012, Riggle va substituir a Frank Caliendo a les seccions d'humor i pronòstics del programa esportiu Fox NFL Sunday.

## Filmografia

### Cinema

#### Llargmetratges
| Any  | Títol                                     | Paper                    | Notes           | Referències          |
| ---- | ----------------------------------------- | ------------------------ | --------------- | -------------------- |
| 2003 | Once Brothers                             | Pete                     |                 | [ 2 ]                |
| 2003 | Pushing Tom                               | Bob                      |                 | [ 3 ]                |
| 2004 | Blackballed: The Bobby Dukes Story        | Eddie Reynolds           |                 | [ 4 ]                |
| 2004 | Terrorists                                | Badger                   |                 | [ 5 ]                |
| 2006 | Passat de voltes                          | Jack Telmont             |                 | [ 6 ]                |
| 2006 | Unaccompanied Minors                      | cap de seguretat Hoffman |                 | [ 7 ]                |
| 2007 | Super High Me                             | ell mateix               |                 | [ 8 ]                |
| 2007 | Wild Girls Gone                           |                          |                 | [ 9 ]                |
| 2008 | Germans per pebrots                       | Randy                    |                 | [ 10 ]               |
| 2009 | The Goods: Live Hard, Sell Hard           | Peter Selleck            |                 | [ 11 ]               |
| 2009 | Ressaca a Las Vegas                       | Oficial Franklin         |                 | [ 12 ]               |
| 2009 | May the Best Man Win                      | John Freeman             |                 | [ 13 ]               |
| 2010 | Furry Vengeance                           | Riggs                    | sense acreditar | [ 14 ]               |
| 2010 | Salvant les distàncies                    | Ron                      |                 | [ 15 ]               |
| 2010 | Killers                                   | Henry                    |                 | [ 16 ]               |
| 2010 | The Other Guys                            | Martin                   |                 | [ 17 ]               |
| 2011 | High Road                                 | Sr. James Malone         |                 | [ 18 ]               |
| 2011 | Larry Crowne                              | Jack Strang              |                 | [ 19 ]               |
| 2012 | Big Miracle                               | Dean Glowacki            |                 | [ 20 ]               |
| 2012 | The Lorax                                 | Senyor O'Hare            | Veu             | [ 21 ]               |
| 2012 | 21 Jump Street                            | Mr. Walters              |                 | [ 22 ]               |
| 2012 | Hotel Transylvania                        | el marit esquelet        | Veu             | [ 23 ]               |
| 2012 | Nature Calls                              | Gentry                   |                 | [ 24 ]               |
| 2013 | The Internship                            | Randy                    |                 | [ 25 ]               |
| 2014 | Just Before I Go                          | Rawly Stansfield         |                 | [ 26 ]               |
| 2014 | 22 Jump Street                            | Mr. Walters              | sense acreditar | [ 27 ]               |
| 2014 | Let's Be Cops                             | Segars                   |                 | [ 28 ]               |
| 2014 | Dumb and Dumber To                        | Travis/capità Lippencott |                 | [ 29 ]               |
| 2015 | Absolutely Anything                       | Grant                    |                 | [ 30 ]               |
| 2015 | Dead Rising: Watchtower                   | Frank West               |                 | [ 31 ]               |
| 2015 | Hotel Transylvania 2                      | Bela                     | Veu             | [ 32 ]               |
| 2015 | Hell and Back                             | Curt                     | Veu             | [ 33 ]               |
| 2016 | My Big Fat Greek Wedding 2                | Northwestern Rep         |                 | [ 34 ]               |
| 2016 | Opening Night                             | Sr. Goldmeyer            |                 | [ 35 ]               |
| 2016 | Middle School: The Worst Years of My Life | Bear                     |                 | [ 36 ]               |
| 2016 | True Memoirs of an International Assassin | William Cobb             |                 | [ 37 ]               |
| 2017 | How to Be a Latin Lover                   | Scott                    |                 | [ 38 ]               |
| 2017 | A Happening of Monumental Proportions     | Sr. Pendlehorn           |                 | [ 39 ]               |
| 2017 | The Emoji Movie                           | l'Emoji gelat            | Veu             | [ 40 ]               |
| 2017 | The War with Grandpa                      | Arthur                   |                 | [ 41 ] [ 42 ]        |
| 2017 | Henchmen                                  | Biff                     | Veu             | [ 43 ] [ 44 ] [ 45 ] |
| 2017 | Midnight Sun                              | Jack                     |                 | [ 46 ] [ 47 ]        |
| 2017 | Status Update                             | Darryl Moore             |                 | [ 48 ]               |
| 2018 | Horse Soldiers                            | coronel Max Bowers       |                 | [ 49 ] [ 50 ] [ 51 ] |

#### Curtmetratges
| Any  | Títol                                                                 | Paper                 | Notes        | Referències |
| ---- | --------------------------------------------------------------------- | --------------------- | ------------ | ----------- |
| 2010 | Pete Carroll's Trip to Seattle Delayed                                |                       |              | [ 52 ]      |
| 2011 | When Harry Met Sally 2 with Billy Crystal and Helen Mirren            | entrenador de futbol  | no acreditat | [ 53 ]      |
| 2011 | The Navy Seal Who Killed Osama Bin Laden                              | tinent John McClellan |              | [ 54 ]      |
| 2011 | Behind the Music Video with Enrique Iglesias                          |                       |              | [ 55 ]      |
| 2012 | HJ Gloves                                                             |                       |              | [ 56 ]      |
| 2013 | Steel Panther: Party Like Tomorrow Is the End of the World (Explícit) |                       |              | [ 57 ]      |
| 2014 | Rob Riggle's Top Gun 2 Audition Tape                                  |                       |              | [ 58 ]      |
| 2014 | Dragula                                                               | Henry                 |              | [ 59 ]      |

### Sèries i pel·lícules de Televisió
| Any d'aparició | Títol                            | Paper                                    | Notes                                                  | Referències     |
| -------------- | -------------------------------- | ---------------------------------------- | ------------------------------------------------------ | --------------- |
| 1998           | Cage Match                       | Varis personatges                        |                                                        | [ 60 ]          |
| 1998–2000      | Upright Citizens Brigade         | Varis personatges                        | 5 episodis                                             | [ 61 ]          |
| 2004           | Straight Plan for the Gay Man    | Rob: el noi de la cultura                |                                                        | [ 62 ]          |
| 2004           | A2Z                              | còmic del jurat                          | 5 episodis                                             | [ 63 ]          |
| 2004           | Chappelle's Show                 | Integrador de deutes Pop-Up              | 1 episodi; sense acreditar                             | [ 64 ]          |
| 2004–05        | Saturday Night Live              | Varis personatges                        | 21 episodis                                            | [ 65 ]          |
| 2006           | Love, Inc.                       | Major Curtis                             | 2 episodis                                             | [ 66 ]          |
| 2006           | The Office                       | Capità Jack                              | 1 episodi                                              | [ 67 ]          |
| 2006           | Arrested Development             | Congressista John Van Huesen             | 1 episodi                                              | [ 68 ]          |
| 2006–07        | Campus Ladies                    | Glen                                     | 2 episodis                                             | [ 69 ]          |
| 2006–15        | The Daily Show                   | ell mateix; Corresponsal                 | 86 episodis                                            | [ 70 ] [ 71 ]   |
| 2007           | Family Values                    | Theo Gladdings                           | 1 episodi                                              | [ 72 ]          |
| 2007–08        | Human Giant                      | Varis personatges                        | 6 episodis                                             | [ 73 ]          |
| 2007–08        | Bronx World Travelers            | Entrenador                               | 2 episodis                                             | [ 74 ]          |
| 2008           | UCB Comedy Originals             | ell mateix                               | 4 episodis                                             | [ 75 ]          |
| 2009–10        | Gary Unmarried                   | Mitch                                    | 8 episodis                                             | [ 76 ]          |
| 2009–10        | American Dad!                    | Diverses veus                            | 4 episodis                                             | [ 77 ]          |
| 2010           | Chuck                            | Jim Rye                                  | 1 episodi                                              | [ 78 ]          |
| 2010           | Comedy Central Presents          | ell mateix                               |                                                        | [ 79 ] [ 80 ]   |
| 2010           | Glenn Martin DDS                 | Duke                                     | 1 episodi                                              | [ 81 ]          |
| 2010           | Team Spitz                       | Jeff Spitz                               | pel·lícula de TV                                       | [ 82 ]          |
| 2010–11        | Funny or Die Presents            | Varis personatges                        | 7 episodis                                             | [ 83 ]          |
| 2010-12        | The Cleveland Show               | Chet Butler                              | 2 episodis                                             | [ 84 ]          |
| 2011           | Prep & Landing: Naughty vs. Nice | veu de Noel                              | curt de TV                                             | [ 85 ]          |
| 2011           | 30 Rock                          | Reggie                                   | 1 episodi; episodi: "I Heart Connecticut"              | [ 86 ]          |
| 2011           | Issues                           | capità Magnificent                       |                                                        | [ 87 ]          |
| 2011           | Ugly Americans                   | sargent Drill                            |                                                        | [ 88 ]          |
| 2011           | Childrens Hospital               | Dr. Brock Stryker                        | 1 episodi                                              | [ 89 ]          |
| 2011           | Happy Endings                    | Drew                                     | 1 episodi; episodi: "Full Court Dress"                 | [ 90 ]          |
| 2011           | Home Game                        | Joe                                      | pel·lícula de TV                                       | [ 91 ]          |
| 2011–13        | NTSF:SD:SUV::                    | President dels Navy                      | 16 episodis                                            | [ 92 ]          |
| 2012           | Sketchy                          |                                          | 1 episodi; episodi: "Cocktails with Barry Velour"      | [ 93 ]          |
| 2012           | Victorious                       | Viceprincipal Dickers                    | 1 episodi; episodi: "The Breakfast Bunch"              | [ 94 ]          |
| 2012           | World Series of Dating           | Doyle McManus                            | 2 episodis                                             | [ 95 ]          |
| 2012           | Wilfred                          | Kevin Jesquire                           | 4 episodis                                             | [ 96 ]          |
| 2012–16        | New Girl                         | Big Schmidt                              | 3 episodis                                             | [ 97 ]          |
| 2012-17        | Fox NFL Sunday                   | ell mateix                               | Primera aparició el 9 de setembre de 2012; 33 episodis | [ 98 ]          |
| 2013           | The Gabriels                     | Ken Gabriel                              | pel·lícula de TV                                       | [ 99 ]          |
| 2013           | Coogan Auto                      | Jerry Coogan                             | 6 episodis                                             | [ 100 ]         |
| 2013–16        | Drunk History                    | John Edgar Hoover/Teddy Roosevelt        | 2 episodis                                             | [ 101 ]         |
| 2013–17        | Modern Family                    | Gil Thorpe                               | 5 episodis                                             | [ 102 ]         |
| 2014           | Maron                            | ell mateix                               | 1 episodi                                              | [ 103 ]         |
| 2014           | Newsreaders                      | ell mateix                               | 1 episodi; episodi: "Go Nadz; Talkin' News"            | [ 104 ]         |
| 2014           | The Pro                          | Bobby Welch                              | pel·lícula de TV                                       | [ 105 ]         |
| 2014           | Bad Judge                        | Chet                                     | 1 episodi                                              | [ 106 ]         |
| 2014-15        | The League                       | Bethesda                                 | 5 episodis                                             | [ 107 ]         |
| 2015           | Marry Me                         | Gary Bric                                | 1 episodi; episodi: "Spoil Me"                         | [ 108 ]         |
| 2015           | Golan the Insatiable             | veu de Golan                             | 6 episodis                                             | [ 109 ]         |
| 2015           | Key and Peele                    | el cap de Ron                            | 1 episodi; episodi: "Hollywood Sequel Doctor"          | [ 110 ]         |
| 2015           | Playing House                    | Buck Finch                               | 1 episodi; episodi: "Knotty Pine"                      | [ 111 ]         |
| 2015           | Fresh Off the Boat               | Gator Dan                                | 1 episodi; episodi: "Family Business Trip"             | [ 112 ]         |
| 2015           | CollegeHumor Originals           | Aaron/Bob Clark                          | 2 episodis                                             | [ 113 ]         |
| 2015           | 48 Hours 'til Monday             |                                          | pel·lícula de TV                                       | [ 114 ]         |
| 2016           | Teachers                         | Don Larondasack                          | 1 episodi; episodi: "Picture Day"                      | [ 115 ]         |
| 2016           | Wander Over Yonder               | veu de Bill                              | 1 episodi; episodi: "The Family Reunion/The Rival"     | [ 116 ]         |
| 2016           | Comedy Central Roast of Rob Lowe | ell mateix                               | especial de TV                                         | [ 117 ]         |
| 2016           | Albert                           | veu del Cactus Pete                      | pel·lícula de TV                                       | [ 118 ]         |
| 2016           | Son of Zorn                      | veu de l'home Headbutt                   | 2 episodis                                             | [ 119 ]         |
| 2017           | The Simpsons                     | veu del Dr. Fenton Pooltoy               | 1 episodi; episodi: "A Father's Watch"                 | [ 120 ]         |
| 2017           | Bob's Burgers                    | veu de Austin                            | 1 episodi; episodi: "Into the Mild"                    | [ 121 ]         |
| 2017           | Angie Tribeca                    | Calvin Sniglet/Detectiu Zachary Fontaine | 4 episodis                                             | [ 122 ]         |
| 2017           | Untitled Single Dad Project      | Josh Keeler                              | pel·lícula de TV (pre-producció)                       | [ 123 ] [ 124 ] |